# 亀岡病院
亀岡病院（かめおかびょういん）は、京都府亀岡市にある病院である。2012年3月から総工費約15億円を投じて病院を新築移転する事業が行われ、新病棟は2013年4月に開院した。以前の旅籠町の病棟は改修工事を施し、2013年から介護老人保健施設「はたごまち」として使用されている。

## 沿革
- 1931年（昭和6年） - 大槻嘉男（のちに初代亀岡市長）が大槻医院を開業[2][3]。
- 1943年（昭和18年） - 大槻病院を開設[2]。
- 1956年（昭和31年） - 医療法人亀岡病院に名称を変更[2]。
- 2012年（平成24年）3月 - 古世町3丁目に5階建ての新病棟を建設する工事を着工[1]。
- 2013年（平成25年）4月 - 新病棟で診療を開始[2]。医療法人亀岡病院老人保健施設はたごまち、開設[2]。

## 診療科
- 内科
- 消化器内科
- 腎臓内科
- 呼吸器内科
- 循環器内科
- 整形外科
- リウマチ科
- リハビリテーション科
- 皮膚科
- 眼科
- 放射線科
- 泌尿器科

## 周辺施設
- 京都府立亀岡高等学校
- 亀岡市立亀岡中学校

## 交通アクセス
- JR山陰本線（嵯峨野線）「亀岡駅」下車、南東へ徒歩約20分
- 京阪京都交通バス・亀岡地区コミュニティバス「亀岡病院前」下車